# Châtillon-en-Vendelais
Châtillon-en-Vendelais (en bretó Kastellan-Gwennel, en gal·ló Balazæ) és un municipi francès, situat a la regió de Bretanya, al departament d'Ille i Vilaine. L'any 2006 tenia 1.649 habitants. Limita al nord-oest amb Montreuil-des-Landes, al nord amb Parcé, a l'nord-est amb Dompierre-du-Chemin, a l'oest amb Saint-Christophe-des-Bois a l'est amb Princé, al sud-oest amb Taillis, al sud amb Balazé i al sud-est amb Montautour.

## Demografia
| 1962                                       | 1968  | 1975  | 1982  | 1990  | 1999  |
| ------------------------------------------ | ----- | ----- | ----- | ----- | ----- |
| 1.114                                      | 1.168 | 1.249 | 1.394 | 1.526 | 1.551 |
| Des de 1962: població sense dobles comptes |       |       |       |       |       |

## Administració
| Període   | Identitat         | Partit |
| --------- | ----------------- | ------ |
| 1966-2001 | André Férard      | RPR    |
| 2001-2008 | Christian Sacher  |        |
| 2008-     | Jean-Yves Taligot |        |